# Перуанский анчоус
Перуа́нский анчо́ус (лат. Engraulis ringens) — вид лучепёрых рыб из семейства анчоусовых (Engraulidae). Занимает первое место по уловам среди диких рыб на Земле. В годы вспышек численности вылов перуанского анчоуса достигает 12 млн. т. Вылавливают перуанского анчоуса в основном рыбаки Перу и Чили. Основная часть улова перерабатывается на рыбную муку и рыбий жир.

## Ареал и среда обитания
Его высокая численность объясняется особыми условиями существования: он живёт у берегов Перу и Северного Чили, где активно идут процессы подъёма к поверхности богатых питательными веществами (соли азота, фосфора, кремния) глубинных вод. В результате здесь развивается огромное количество фитопланктона, составляющего основную пищу этой рыбы, которая в отличие от остальных анчоусов предпочитает питаться не зоопланктоном, а микроскопическими водорослями. К тому же перуанский анчоус почти не имеет пищевых конкурентов, так как прибрежные воды в пределах его ареала заметно охлаждены по сравнению с соседними районами открытого океана. Температура здесь колеблется от 16—23 °С летом до 10—18 °С зимой, и тропические планктофаги не могут существовать в таких условиях.
Рыбки сбиваются в огромнейшие косяки, которые очень величественно выглядят. Именно это спасает анчоусов от хищников. Косяк рыб очень подвижен, он может мгновенно принимать различные формы – от шара до линии. Когда хищник приближается, эта изменчивость путает его. Ему сложно прицелиться. Тем более, кожа анчоусов имеет блестящий окрас, который очень хорошо отражает солнечные лучи. Это означает, что мельтешение бликов вводит хищника в еще большее заблуждение. Основными хищниками выступают рыбоядные птицы — бакланы, олуши, пеликаны, чайки, в огромных количествах гнездящиеся по берегам Перу и Чили. Перуанский анчоус не совершает значительных миграций.

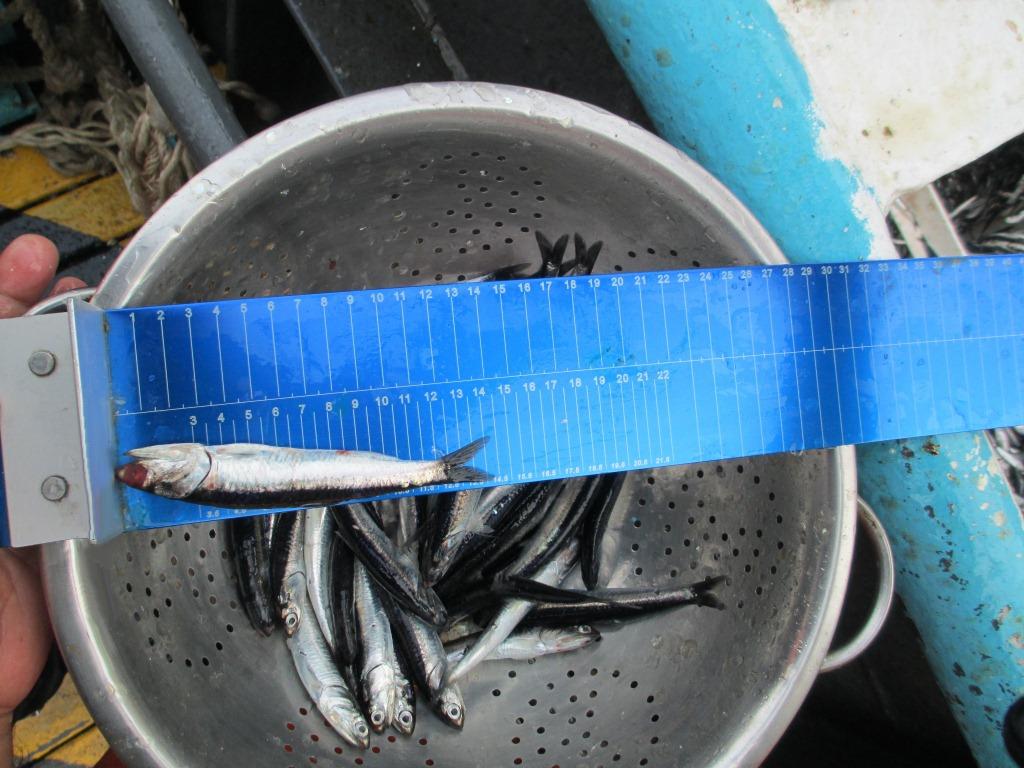

## Размножение
Морская стайная пелагическая неритическая рыба. Предельный возраст 3 года. Наибольшая длина 18 см. Средняя длина колеблется от 10 до 15 см, масса - от 15 до 25 г. Созревает при длине 12 см в возрасте одного года. Питается в основном фитопланктоном, главным образом диатомовыми и другими одноклеточными водорослями, поднимаясь ночью в верхние слои воды. Нерест почти круглогодичный. У берегов Перу с двумя пиками: основной в июле—сентябре и менее выраженный летом (февраль—март); у берегов Чили пики нереста зимой (май—июль) и в конце весны (декабрь). Нерестятся в поверхностных слоях воды. Икринки эллипсоидной формы, пелагические. Плодовитость 17—20 тыс. икринок.

## Промысел
| Год     | 2000   | 2001  | 2002  | 2003  | 2004   | 2005   | 2006  | 2007  | 2008  | 2009  | 2010  | 2011  | 2012  | 2013  | 2014  | 2015  | 2016  |
| Мировые | 11,276 | 7,213 | 9,703 | 6,204 | 10,679 | 10,244 | 7,007 | 7,612 | 7,419 | 6,910 | 4,206 | 8,320 | 4,693 | 5,674 | 3,140 | 4,310 | 3,192 |
| В Перу  | 9,576  | 6,358 | 8,105 | 5,347 | 8,808  |        |       |       |       |       |       |       |       |       |       |       |       |

### Хозяйственная ценность
Большая часть выловленной рыбы идет не на прямую продажу, а поступает в промышленность для производства рыбной муки. Перуанский анчоус важнейший элемент питания домашних животных и птиц. Причем, львиная доля рыбной муки, добытой в Перу, идет на экспорт в такие государства, как Китай, Германия, Япония и др. Чтобы получить рыбную муку, анчоуса нужно сначала сварить, потом придавить прессом, просушить и размолоть. Рыбная мука как корм приносит следующие плоды: быстрое развитие животных, повышение их иммунитета, повышение плодовитости.